# Christine Chartrand
Pour les articles homonymes, voir Chartrand.
Christyne Chartrand (née le 28 mars 1948 à Montréal) est une chanteuse, auteure, compositrice interprète et animatrice de télévision québécoise.  Elle aura connu un cheminement des plus personnels, préférant miser dès le début de sa carrière sur un style de chanson sobre et authentique.

## Biographie
Christyne Chartrand débute en 1966, à l'âge de 18 ans, à l'émission Découvertes (TM, ) de Yoland Guérard, où elle interprète Mon arbre de Gilbert Bécaud.  Devant le succès obtenu, elle signe un contrat avec la maison de disques Capitol. Un premier 45 tours voit le jour à l'automne 1967 avec les pièces Je le veux et Qui le premier.  Elle se joint ensuite à Claude Stében pour animer l'émission Nous deux (TM, 1967).  En décembre, elle présente une composition de Jean-Loup Chauby, Bob du Pac et Françoise Dorin, intitulée Pourquoi je t'aime, au concours télévisé Chansons à vendre (TM), animé par Serge Laprade.
S'abreuvant avant tout de chanson française, Christyne ne rate pas l'occasion de se rendre dans la capitale française à la première occasion.  À l'été 1968, paraît son deuxième album, qui porte le souvenir de ce séjour : Christyne Chartrand à Paris.  La même année, en plus du Prix spécial du jury du Festival du disque, elle remporte le Prix Orange décerné à l'artiste le plus aimable, à l'occasion du Gala des Artistes.
Après trois ans et trois microsillons chez Capitol, elle passe brièvement chez RCA Victor, puis chez Trans-Canada. La chanson titre de son album La rivière est une fois de plus révélée par un concours, cette fois intitulé La clef d'or (TM).  En 1971, elle représente le Canada au Festival de Sopot en Pologne et remporte le Prix de la presse pour son interprétation de Toi l'ami de Sylvain Lelièvre.
En 1976, elle obtient un grand succès avec sa chanson Les gars, fruit d'une étroite collaboration avec le musicien Georges Tremblay. L'année suivante, elle se joint à Pierre Marcotte et Roger Giguère, pour animer Les tannants (TM, 1972).
Il lui faut attendre l'année 1980 pour décrocher son premier numéro un en carrière, avec le duo Il pleut des larmes, interprété avec son vieil ami Claude Stében.  L'année suivante, elle renouvelle l'exploit avec la chanson Parce que l'amour c'est ça.  Elle se fait ensuite auteure et compositrice sur son album Facettes, qui parait en 1982 et qu'elle produit elle-même sur une nouvelle étiquette.
Elle diversifie ses activités du côté de l'animation télévisée, mais aussi du théâtre d'été en 1980, 1985 et 1986.  En 1989, elle collabore avec Guy St-Onge sur l'album Parlez-moi d'amour.  Cinq ans plus tard, elle revient à l'animation avec Les Christine (SRC, 1994), qu'elle anime avec Christine Lamer. Un album en hommage à Gilles Rivard paraît en 1997 et elle continue de se produire régulièrement en spectacle, souvent accompagnée par son mari Georges Tremblay.
En 2006, elle présente Simplement Streisand au Casino de Montréal, un hommage chaudement applaudi par ses fans.  Elle effectue un retour au Casino de Montréal en 2009 et présente un nouveau spectacle intitulé Parlez-moi d'amour.
Après plus de quarante ans de métier, Christyne Chartrand charme toujours par son charisme, sa voix et son expérience du spectacle.  On compte parmi ses grands succès : Mon arbre (1967), Pourquoi je t'aime (1968), Qui sont ces gens? (1968), Quatre gouttes de pluie (1968), Pala pala pala (1976), Les gars (1976), Il pleut des larmes (avec Claude Stében, 1980) et Parce que l'amour c'est ça (1981).

## Discographie

### Albums
- 1967 Mon arbre (Capitol, ST-70014)
- 1968 Christyne Chartrand à Paris : Pourquoi je t'aime (Capitol, ST-70018)
- 1968 La voix du silence (Capitol, SQ-80 012)
- 1970 La rivière (Trans-Canada, TSF-1427; Réédité en 1973 avec pochette différente, Trans-Canada Maximum, TCM 2909)
- 1976 Christyne Chartrand (Deram, XDEF. 133)
- 1978 Hop! La vie (Prom-Tel, PTL-6510)
- 1982 Facettes (Multi Musique, MF-3201)
- 1989 Parlez-moi d'amour (Star, STR-8016)
- 1997 Chante Gilles Rivard (VersaLîle, VERS2 1009)

### Simples
- 1967 Je le veux (version 45 tours) – Qui le premier (Capitol, 85.020)
- 1968 Mon arbre – À chaque fois le monde (Capitol, 85.023)
- 1968 Pourquoi je t'aime (version 45 tours) – Dans la vie (Capitol, 85.026)
- 1968 Qui sont ces gens? – Grand-père (Capitol, 85.030)
- 1969 Quatre gouttes de pluie – Je vais avoir vingt ans (Capitol, 85.033)
- 1969 Une rencontre – Ma maison de paradis (Capitol, 85.040)
- 1969 L'écureuil – La voix du silence (Capitol, 85.048)
- 1969 Le voyage – Quand on aime comme on s'aime (RCA Victor, 75-5028)
- 1970 Jusqu'à demain – Je veux chanter pour toi (Trans-Canada, TC 4030)
- 1970 La rivière – Comme avant (Trans-Canada, TC 4037)
- 1971 Un amour ça peut mourir – Attends-moi (Trans-Canada, TC 4058)
- 1971 Enfin – Nos lendemains (Trans-Canada, TC 4078)
- 1972 L'amour s'en vient (Trans-Canada)
- 1974 L'amour est un ballon – Chanson douce (RCA Victor, PB-50029)
- 1976 Pala pala pala – Si t'as rien de mieux à faire (Deram, DF. 575)
- 1976 Les gars – Pour un seul grand amour (Deram, DF. 593)
- 1976 Un peu de bonheur – Le soir du dernier jour (Deram, DF. 620)
- 1978 Hop la vie – Le bonheur ne vient jamais tout seul (TM/PAX, TMPX-6016 / avec Philippe Vivyal)
- 1980 Il pleut des larmes – L'amour interdit (Deram, DFX-675 / avec Claude Stében)
- 1981 Parce que l'amour c'est ça – Instrumental (Ciel, CL-202)
- 1981 Il a neigé sur nos vingt ans (avec Claude Stében) – Instrumental (Multi Musique, GT-3400)
- 1981 Si je te disais – Sept ans (Multi Musique, GT-3401)
- 1982 Il pleut des larmes – Je t'aime (Multi Musique, GT-3403 / avec Claude Stében)
- 1982 Un monde – Je t'aime (Multi Musique, GT-3404 / avec Claude Stében)
- 1983 Je suis amoureuse – Ta petite chanson (Multi Musique, GT-3412)
- 1984 Besoin de rien, envie de toi (avec Pierre Carbonneau) – Mon amour pour la vie (Saisons, SNS-6564)
- 1986 Ce soir, tu seras rien qu'à moi – Je veux vivre ma vie (DSP International, DSP 8601)
- 1989 Parlez-moi d'amour – Parlez-moi d'amour (Star, 3065)

### Compilations
- 2002 Christyne Chartrand, volume 2 (Mérite, 22-2488)
- 2002 Christyne Chartrand, volume 3 (Mérite, 22-2489)

### Performances et collaborations en tant qu'artiste invité
- 1977 Noël en famille. (Avec Anne Renée, Michèle Richard et Johnny Farago) (K-Tel, KF-149)
- 1982 Christyne Chartrand et Claude Stében (Multi Musique, MF-3202)
- 1985 Hello moineau. (Chansons enfantines interprétées par Nathalie Carsen, Christyne Chartrand, Pauline Michel, Daniel Lesourd et Jean C. Chénier) (Girafe, G-10.008)

## Filmographie
- 1967-1968 Nous deux (Série TV) : coanimatrice
- 1977-1981 Les tannants (Série TV) : coanimatrice
- 1994-1995 Les Christine (Série TV) : coanimatrice